# 七號埃布斯查普爾鎮區 (北卡羅萊納州麥迪遜縣)
七號埃布斯查普爾鎮區（英語：Township 7, Ebbs Chapel）是位於美國北卡羅萊納州麥迪遜縣的一個鎮區。

## 地方資料
七號埃布斯查普爾鎮區的面積為96.35平方千米，皆為陸地。根據2020年美國人口普查的數據，當地共有人口1335人，而人口密度為每平方千米13.86人。